# Авункулицид
Авункулицид је чин убиства стрица/ујака. Реч се може односити и на некога ко почини такво дело. Термин је изведен од латинских речи avunculus што значи „стриц/ујак“ и caedere што значи „посећи“ или „убити“. Едмундс сугерише да је у митологији авунцулицид замена за парицид. Убиство нећака је непотицид.

## У историји
- Митолошки оснивачи Рима, Ромул и Рем, случајно су убили свог праујака Амулија.
- Калигула је био осумњичен да је помагао у убиству свог праујака Тиберија, кога је наследио као цар.
- Клаудија је очигледно отровала његова нећакиња Агрипина Млађа, да би њен син Нерон успео.
- Године 51, Радамист је убио свог стрица Митридата из Јерменије.
- Године 685, Хлотер од Кента је подлегао ранама након што је његов нећак Едрик од Кента повео Јужне Сасе да заузму његов престо.[3]
- Године 1113, Дараниндраварман I је у бици убијен од стране његовог пранећака Суријавармана II, како би могао да постане краљ Кмерског царства.
- Године 1385. Бернабо Висконти је умро након што га је његов нећак Ђан Галеацо Висконти затворио и вероватно отровао.[4]
- 1845., премијера Непала Матхабарсинг Тапа је убијен од стране његовог нећака Јунг Бахадур Рана
- 1975. године, краља Саудијске Арабије Фајсала убио је његов нећак, Фејсал бин Мусаид.[5]
- 1979. године, председник Екваторијалне Гвинеје Франсиско Масијас Нгуема погубљен је након државног удара од стране његовог нећака Теодора Обијанг Нгуема Мбасога.[6]
- 2001. године, престолонаследник Дипендра од Непала убио је свог стрица Дирендру током непалског краљевског масакра.[тражи се извор]
- 2013. године, севернокорејски лидер Ким Џонг Ун наредио је погубљење свог ујака, Јанг Сонг-Таека.[тражи се извор]

## У фикцији

### У игрицама
- Агент 47 убија три своја генетска ујака током догађаја Hitman: Codename 47, Hitman 2: Silent Assassin и Hitman: Contracts.
- У God of War III (2010), Кратос брутално убија свог ујака Посејдона тако што му вади очи и ломи врат. Касније примењује једнако бруталне и различите методе да убије свог стрица Хада. Хелиосу је голим рукама откинуо главу са рамена.
- У Grand Theft Auto: Chinatown Wars, Хуанг освећује очеву смрт убивши свог стрица Кенија Лија јер је Ли убио Хуанговог оца и покушао да убије Хуанга.
- У видео игрици The Darkness, Џеки Естакадо, протагониста игре, убија свог "стрица" Паулија из освете због смрти његове девојке Џени Романо, за коју је сам Паулие одговоран.
- У Death Stranding, у архиви је речено да је антагониста Хигс Монаган одрастао са својим насилним ујаком. Хигс га је на крају убио ножем у самоодбрани.

### У књижевности
- Хамлет убија свог стрица, краља Клаудија да освети свог оца краља Хамлета, кога је Клаудије убио да би преузео престо Данске.
- У роману Владимира Набокова из 1928. Краљ, краљица, пуб, Франц намерава да убије свог стрица. У енглеском преводу романа из 1968. године (са изменама које је извршио аутор), приповедач нам говори да ће касније бити „крив за горе грехе од авунцулицида”.[7]
- У Hellsing (1997–2008) манга серији, Интегра убија свог ујака, који је желео Хелсинг организацију за своје себичне сврхе, у самоодбрани након што је крвљу из прострелне ране ненамерно оживела вампира Алукарда.
- У наставку Песме леда и ватре, Принцеза и краљица, принц Аемонд Таргаријен и његов стриц принц Дејмон Таргаријен убијају једни друге у борби на врху змајева, Дејмон убија Аемонда неколико тренутака пре него што њихови змајеви падну у језеро.
- У Historia Regum Britanniae Џефрија од Монмута, помиње се да је Константина III убио његов нећак Аурелије Конан, који је тада преузео престо.

### У филму и телевизији
- Луис Мацини је починио авункулицид у филму Нежна срца и дијадеме из 1949.
- У хорор филму из 1966., Let's Kill Uncle, зли ујак треба да буде убијен у самоодбрани.[1]
- Масовног убицу Џејсона Ворхиса заправо је убола његова раније непоменута нећакиња Џесика Кимбл посебним ножем пре него што је одвучен у пакао у последњем званичном филму франшизе Петак 13: Петак тринаести 9: Џејсон иде у пакао.
- У Краљу лавова, Симба узрокује смрт свог ујака Скара бацивши га са врха стене, а хијене га убију.
- У серији Сопранови, Тони Сопрано покушава да организује убиство свог стрица, Корада Сопрана, након што су он и Тонијева мајка, Ливија Сопрано, уротили да Тонија „убију” после борбе за власт. Покушај не успева, а инцидент се понавља кроз серију.
- У Ратовима звезда: Последњи џедаји, физички стрес који је био потребан да се његов имиџ пројектује широм галаксије током борбе са његовим нећаком Кајлом Реном довео је до смрти Лука Скајвокера.
- У 1. сезони Озарка, Рут Ленгмор убија своја два стрица, Раса и Бојда. Ово наводи њеног оца, Кејда, да пита у сезони 2: "...који је курац реч за девојку која убија своје стричеве?"
- Током Готама, Џером Валеска бежи из затвора и убија свог ујака Закарија упуцајући га у знак освете за злостављање његовог стрица. Раније је Закари покушао да убије Џерома.
- У Младој правди, Гео-Сила побеђује свог стрица Барона Бедлама јер је киднаповао његову сестру, оркестрирао убиство својих родитеља и издао круну. Након што га саиграчи зауставе, он замало поништава свој избор, али на крају убија свог стрица након што је овај побегао и наговара га да га убије, што он и чини тако што га натера да се угуши врелом лавом.
- У трећој епизоди пете сезоне Бруклин 9-9, Џејк Пералта жели да добије случај када се врати на посао, а један од типова случајева о којима се пита је авункулицид.